# Советское сельское поселение (Октябрьский район)
Советское се́льское поселе́ние — муниципальное образование в Октябрьском районе Волгоградской области Российской Федерации.
Административный центр — посёлок Советский.

## История
Статус и границы сельского поселения установлены Законом Волгоградской области от 15 декабря 2004 года № 968-ОД «Об установлении границ и наделении статусом Октябрьского района и муниципальных образований в его составе».

## Население
| 2010 | 2012 | 2013 | 2014 | 2015 | 2016 | 2017 |
| ---- | ---- | ---- | ---- | ---- | ---- | ---- |
| 470  | ↘454 | ↗457 | ↘445 | ↘430 | ↘424 | ↗436 |
| 2018 | 2019 | 2020 | 2021 |      |      |      |
| ↘431 | ↘428 | ↗429 | ↘415 |      |      |      |

## Состав сельского поселения
| № | Населённый пункт | Тип населённого пункта          | Население |
| - | ---------------- | ------------------------------- | --------- |
| 1 | Верхнекумский    | хутор                           | ↘190      |
| 2 | Советский        | посёлок, административный центр | 280       |